# Šajinovac (Doljevac)
Šajinovac (Servisch cyrillisch Шајиновац) is een plaats in de Servische gemeente Doljevac. De plaats telt 955 inwoners (2002).